# Super Bowl LVIII

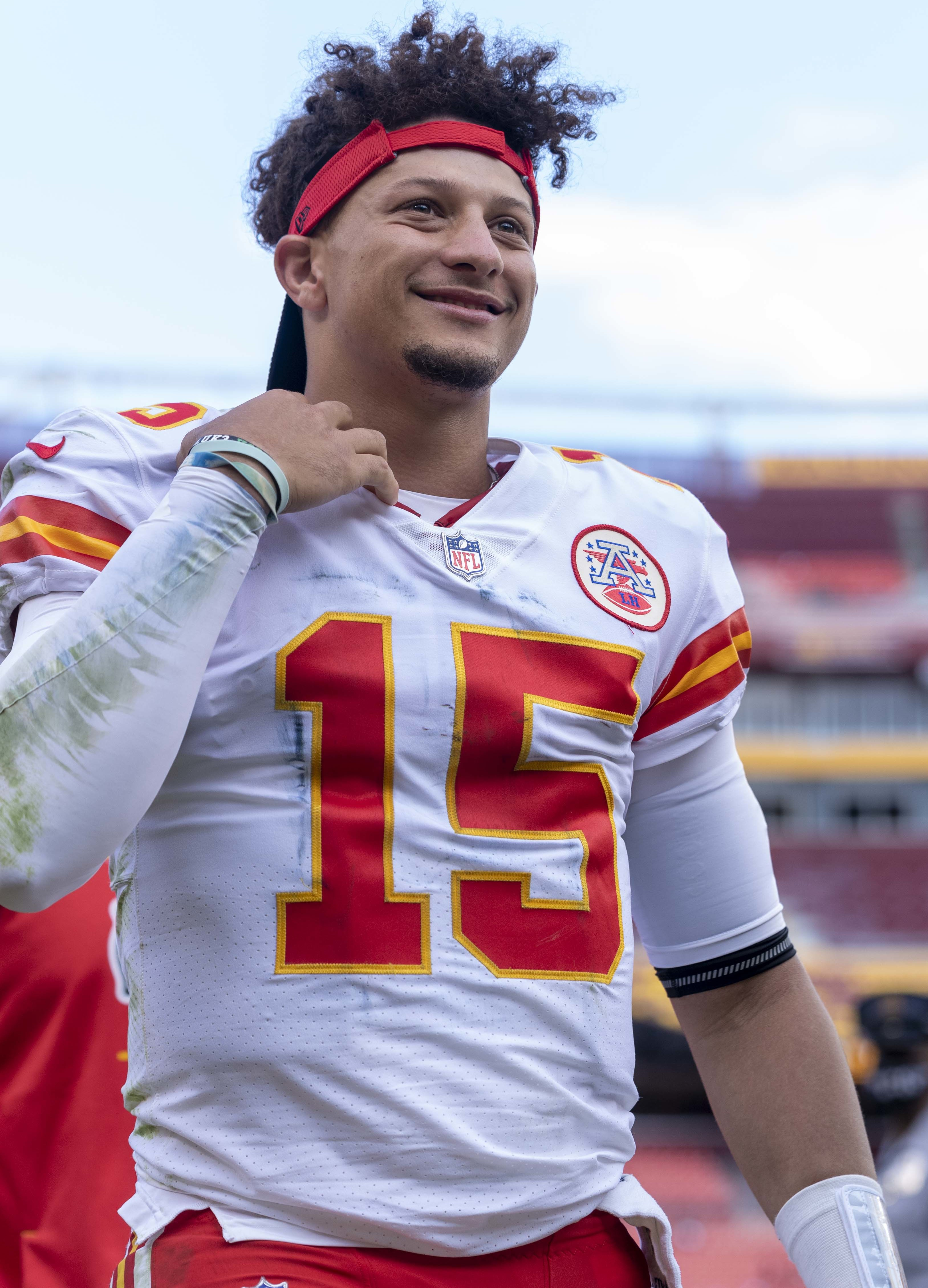
Patrick Mahomes, MVP van Super Bowl LVIII

Super Bowl LVIII was de 58ste editie van de Super Bowl en de finale van het seizoen 2023 van de NFL. De finale ging tussen de San Francisco 49ers en de Kansas City Chiefs in het Allegiant Stadium in Paradise, een stad bij Las Vegas. 
De reguliere speeltijd eindigde op een gelijke stand 19–19. In de verlenging scoorden de 49ers een fieldgoal, maar het waren de Chiefs die uiteindelijk wonnen met een touchdown, slechts drie seconden voor het einde. Het was hun tweede titel op rij, hun derde in vijf jaar en vierde in totaal. Chiefs-quarterback Patrick Mahomes werd verkozen tot MVP, de beste speler van de wedstrijd. Het was pas de tweede finale na Super Bowl LI die werd beslist in de verlenging.
Met ongeveer 123,4 miljoen televisiekijkers was deze editie de best bekeken Super Bowl ooit in de Verenigde Staten en het meest bekeken televisieprogramma in het land ooit sinds de eerste maanlanding met Apollo 11 in 1969. Een van de redenen was de aanwezigheid van de immens populaire zangeres Taylor Swift, die een relatie was begonnen met de Kansas City Chiefs-tight end Travis Kelce. Zij zorgde voor een bredere publieke belangstelling voor de play-offs, wat vooral in meer vrouwelijke kijkers resulteerde.

## Kwalificatievolgorde
Veertien teams uit de twee conferenties AFC en NFC namen deel aan de play-offs van de Super Bowl. Binnen elke conferentie kwalificeerden de vier divisiewinnaars en de top drie van de niet-divisiewinnaars met de meeste overwinningen in het reguliere seizoen zich. Onder deze teams werd er ook een rangschikking in sterkte voor de play-offs opgesteld, die men "seeds" noemt. Tijdens de eerste ronde - de Wildcard Round - moest de divisiewinnaar van elke conferentie met de beste resultaten géén wedstrijd spelen en de andere divisiewinnaars kregen in diezelfde ronde thuisvoordeel.

### AFC –American Football Conference
| Seed | Team                | Kwalificatie         | Opmerking                           |
| ---- | ------------------- | -------------------- | ----------------------------------- |
| #1   | Baltimore Ravens    | Noorddivisie winnaar | Vrijstelling in de Wildcard Round   |
| #2   | Buffalo Bills       | Oostdivisie winnaar  | Thuiswedstrijd in de Wildcard Round |
| #3   | Kansas City Chiefs  | Westdivisie winnaar  | Thuiswedstrijd in de Wildcard Round |
| #4   | Houston Texans      | Zuiddivisie winnaar  | Thuiswedstrijd in de Wildcard Round |
| #5   | Cleveland Browns    | Wildcard             |                                     |
| #6   | Miami Dolphins      | Wildcard             |                                     |
| #7   | Pittsburgh Steelers | Wildcard             |                                     |

### NFC –National Football Conference
| Seed | Team                 | Kwalificatie         | Opmerking                           |
| ---- | -------------------- | -------------------- | ----------------------------------- |
| #1   | San Francisco 49ers  | Westdivisie winnaar  | Vrijstelling in de Wildcard Round   |
| #2   | Dallas Cowboys       | Oostdivisie winnaar  | Thuiswedstrijd in de Wildcard Round |
| #3   | Detroit Lions        | Noorddivisie winnaar | Thuiswedstrijd in de Wildcard Round |
| #4   | Tampa Bay Buccaneers | Oostdivisie winnaar  | Thuiswedstrijd in de Wildcard Round |
| #5   | Philadelphia Eagles  | Wildcard             |                                     |
| #6   | Los Angeles Rams     | Wildcard             |                                     |
| #7   | Green Bay Packers    | Wildcard             |                                     |

## Wedstrijdschema
|  | Wildcard Play-offs              | Wildcard Play-offs         |                            |                            | Divisional Play-offs       | Divisional Play-offs       |                    |    | NFC & AFC Championships    | NFC & AFC Championships    |  |  | Super Bowl LVIII            | Super Bowl LVIII            |
|  |                                 |                            |                            |                            |                            |                            |                    |    |                            |                            |  |  |                             |                             |
|  | 13 jan. – NRG Stadium           | 13 jan. – NRG Stadium      |                            |                            | 20 jan. – M&T Bank Stadium | 20 jan. – M&T Bank Stadium |                    |    | 28 jan. – M&T Bank Stadium | 28 jan. – M&T Bank Stadium |  |  | 11 feb. – Allegiant Stadium | 11 feb. – Allegiant Stadium |
|  | 13 jan. – NRG Stadium           | 13 jan. – NRG Stadium      |                            |                            | 20 jan. – M&T Bank Stadium | 20 jan. – M&T Bank Stadium |                    |    | 28 jan. – M&T Bank Stadium | 28 jan. – M&T Bank Stadium |  |  | 11 feb. – Allegiant Stadium | 11 feb. – Allegiant Stadium |
|  | 13 jan. – NRG Stadium           | 13 jan. – NRG Stadium      |                            |                            | 20 jan. – M&T Bank Stadium | 20 jan. – M&T Bank Stadium |                    |    | 28 jan. – M&T Bank Stadium | 28 jan. – M&T Bank Stadium |  |  | 11 feb. – Allegiant Stadium | 11 feb. – Allegiant Stadium |
|  | Cleveland Browns                | 14                         |                            |                            | 20 jan. – M&T Bank Stadium | 20 jan. – M&T Bank Stadium |                    |    | 28 jan. – M&T Bank Stadium | 28 jan. – M&T Bank Stadium |  |  | 11 feb. – Allegiant Stadium | 11 feb. – Allegiant Stadium |
|  | Cleveland Browns                | 14                         |                            |                            | 20 jan. – M&T Bank Stadium | 20 jan. – M&T Bank Stadium |                    |    | 28 jan. – M&T Bank Stadium | 28 jan. – M&T Bank Stadium |  |  | 11 feb. – Allegiant Stadium | 11 feb. – Allegiant Stadium |
|  | Houston Texans                  | 45                         |                            |                            | 20 jan. – M&T Bank Stadium | 20 jan. – M&T Bank Stadium |                    |    | 28 jan. – M&T Bank Stadium | 28 jan. – M&T Bank Stadium |  |  | 11 feb. – Allegiant Stadium | 11 feb. – Allegiant Stadium |
|  | Houston Texans                  | 45                         | Baltimore Ravens           | 34                         |                            |                            |                    |    | 28 jan. – M&T Bank Stadium | 28 jan. – M&T Bank Stadium |  |  | 11 feb. – Allegiant Stadium | 11 feb. – Allegiant Stadium |
|  | 13 jan. – Arrowhead Stadium     |                            | Baltimore Ravens           | 34                         |                            |                            |                    |    | 28 jan. – M&T Bank Stadium | 28 jan. – M&T Bank Stadium |  |  | 11 feb. – Allegiant Stadium | 11 feb. – Allegiant Stadium |
|  | Houston Texans                  | 10                         |                            |                            |                            |                            |                    |    | 28 jan. – M&T Bank Stadium | 28 jan. – M&T Bank Stadium |  |  | 11 feb. – Allegiant Stadium | 11 feb. – Allegiant Stadium |
|  | Houston Texans                  | 10                         |                            |                            |                            |                            |                    |    | 28 jan. – M&T Bank Stadium | 28 jan. – M&T Bank Stadium |  |  | 11 feb. – Allegiant Stadium | 11 feb. – Allegiant Stadium |
|  | Miami Dolphins                  | 7                          | 21 jan. – Highmark Stadium | 21 jan. – Highmark Stadium | Baltimore Ravens           | 10                         |                    |    |                            |                            |  |  | 11 feb. – Allegiant Stadium | 11 feb. – Allegiant Stadium |
|  | Miami Dolphins                  | 7                          | 21 jan. – Highmark Stadium | 21 jan. – Highmark Stadium | Baltimore Ravens           | 10                         |                    |    |                            |                            |  |  | 11 feb. – Allegiant Stadium | 11 feb. – Allegiant Stadium |
|  | Kansas City Chiefs              | 26                         | 21 jan. – Highmark Stadium | 21 jan. – Highmark Stadium |                            |                            | Kansas City Chiefs | 17 |                            |                            |  |  | 11 feb. – Allegiant Stadium | 11 feb. – Allegiant Stadium |
|  | Kansas City Chiefs              | 26                         | 21 jan. – Highmark Stadium | 21 jan. – Highmark Stadium |                            |                            | Kansas City Chiefs | 17 |                            |                            |  |  | 11 feb. – Allegiant Stadium | 11 feb. – Allegiant Stadium |
|  | 15 jan. – Highmark Stadium      | 15 jan. – Highmark Stadium | Kansas City Chiefs         | 27                         | 28 jan. – Levi's Stadium   | 28 jan. – Levi's Stadium   |                    |    |                            |                            |  |  | 11 feb. – Allegiant Stadium | 11 feb. – Allegiant Stadium |
|  | 15 jan. – Highmark Stadium      | 15 jan. – Highmark Stadium | Kansas City Chiefs         | 27                         | 28 jan. – Levi's Stadium   | 28 jan. – Levi's Stadium   |                    |    |                            |                            |  |  | 11 feb. – Allegiant Stadium | 11 feb. – Allegiant Stadium |
|  | 15 jan. – Highmark Stadium      | 15 jan. – Highmark Stadium | Buffalo Bills              | 24                         | 28 jan. – Levi's Stadium   | 28 jan. – Levi's Stadium   |                    |    |                            |                            |  |  | 11 feb. – Allegiant Stadium | 11 feb. – Allegiant Stadium |
|  | Pittsburgh Steelers             | 17                         | Buffalo Bills              | 24                         | 28 jan. – Levi's Stadium   | 28 jan. – Levi's Stadium   |                    |    |                            |                            |  |  | 11 feb. – Allegiant Stadium | 11 feb. – Allegiant Stadium |
|  | Pittsburgh Steelers             | 17                         | 20 jan. – Levi's Stadium   |                            | 28 jan. – Levi's Stadium   | 28 jan. – Levi's Stadium   |                    |    |                            |                            |  |  | 11 feb. – Allegiant Stadium | 11 feb. – Allegiant Stadium |
|  | Buffalo Bills                   | 31                         |                            |                            | 28 jan. – Levi's Stadium   | 28 jan. – Levi's Stadium   |                    |    |                            |                            |  |  | 11 feb. – Allegiant Stadium | 11 feb. – Allegiant Stadium |
|  | Buffalo Bills                   | 31                         |                            |                            | 28 jan. – Levi's Stadium   | 28 jan. – Levi's Stadium   |                    |    |                            |                            |  |  | 11 feb. – Allegiant Stadium | 11 feb. – Allegiant Stadium |
|  | 14 jan. – AT&T Stadium          | 14 jan. – AT&T Stadium     | Kansas City Chiefs         | 25*                        | 28 jan. – Levi's Stadium   | 28 jan. – Levi's Stadium   |                    |    |                            |                            |  |  |                             |                             |
|  | 14 jan. – AT&T Stadium          | 14 jan. – AT&T Stadium     | Kansas City Chiefs         | 25*                        | 28 jan. – Levi's Stadium   | 28 jan. – Levi's Stadium   |                    |    |                            |                            |  |  |                             |                             |
|  | 14 jan. – AT&T Stadium          | 14 jan. – AT&T Stadium     | San Francisco 49ers        | 22                         | 28 jan. – Levi's Stadium   | 28 jan. – Levi's Stadium   |                    |    |                            |                            |  |  |                             |                             |
|  | 14 jan. – AT&T Stadium          | 14 jan. – AT&T Stadium     | San Francisco 49ers        | 22                         | 28 jan. – Levi's Stadium   | 28 jan. – Levi's Stadium   |                    |    |                            |                            |  |  |                             |                             |
|  | Green Bay Packers               | 48                         |                            |                            | 28 jan. – Levi's Stadium   | 28 jan. – Levi's Stadium   |                    |    |                            |                            |  |  |                             |                             |
|  | Green Bay Packers               | 48                         |                            |                            | 28 jan. – Levi's Stadium   | 28 jan. – Levi's Stadium   |                    |    |                            |                            |  |  |                             |                             |
|  | Dallas Cowboys                  | 32                         |                            |                            | 28 jan. – Levi's Stadium   | 28 jan. – Levi's Stadium   |                    |    |                            |                            |  |  |                             |                             |
|  | Dallas Cowboys                  | 32                         | San Francisco 49ers        | 24                         | 28 jan. – Levi's Stadium   | 28 jan. – Levi's Stadium   |                    |    |                            |                            |  |  |                             |                             |
|  | 15 jan. – Raymond James Stadium |                            | San Francisco 49ers        | 24                         | 28 jan. – Levi's Stadium   | 28 jan. – Levi's Stadium   |                    |    |                            |                            |  |  |                             |                             |
|  | Green Bay Packers               | 21                         |                            |                            | 28 jan. – Levi's Stadium   | 28 jan. – Levi's Stadium   |                    |    |                            |                            |  |  |                             |                             |
|  | Green Bay Packers               | 21                         |                            |                            | 28 jan. – Levi's Stadium   | 28 jan. – Levi's Stadium   |                    |    |                            |                            |  |  |                             |                             |
|  | Philadelphia Eagles             | 9                          | 21 jan. – Ford Field       | 21 jan. – Ford Field       | San Francisco 49ers        | 34                         |                    |    |                            |                            |  |  |                             |                             |
|  | Philadelphia Eagles             | 9                          | 21 jan. – Ford Field       | 21 jan. – Ford Field       | San Francisco 49ers        | 34                         |                    |    |                            |                            |  |  |                             |                             |
|  | Tampa Bay Buccaneers            | 32                         | 21 jan. – Ford Field       | 21 jan. – Ford Field       |                            |                            | Detroit Lions      | 31 |                            |                            |  |  |                             |                             |
|  | Tampa Bay Buccaneers            | 32                         | 21 jan. – Ford Field       | 21 jan. – Ford Field       |                            |                            | Detroit Lions      | 31 |                            |                            |  |  |                             |                             |
|  | 14 jan. – Ford Field            | 14 jan. – Ford Field       | Tampa Bay Buccaneers       | 23                         |                            |                            |                    |    |                            |                            |  |  |                             |                             |
|  | 14 jan. – Ford Field            | 14 jan. – Ford Field       | Tampa Bay Buccaneers       | 23                         |                            |                            |                    |    |                            |                            |  |  |                             |                             |
|  | 14 jan. – Ford Field            | 14 jan. – Ford Field       | Detroit Lions              | 31                         |                            |                            |                    |    |                            |                            |  |  |                             |                             |
|  | Los Angeles Rams                | 23                         | Detroit Lions              | 31                         |                            |                            |                    |    |                            |                            |  |  |                             |                             |
|  | Los Angeles Rams                | 23                         |                            |                            |                            |                            |                    |    |                            |                            |  |  |                             |                             |
|  | Detroit Lions                   | 24                         |                            |                            |                            |                            |                    |    |                            |                            |  |  |                             |                             |
|  | Detroit Lions                   | 24                         |                            |                            |                            |                            |                    |    |                            |                            |  |  |                             |                             |

* = overwinning na verlenging